# EVT-201
L'EVT-201 è uno psicofarmaco appartenente alla categoria delle imidazobenzodiazepine; è 2-4 volte superiore per affinità per il recettore GABA A sottotipo α1 rispetto ai sottotipi α2, α3, e α5. Nonostante la minore efficacia, EVT-201 mostra ancora efficacia nel trattamento dell'insonnia e si pensa che la minore efficacia possa comportare minori effetti collaterali, come l'incoordinazione motoria. Il farmaco è stato originariamente sviluppato da Hoffmann-La Roche, sulla base di preclinici di dati, come un ansiolitico non-sedativo, ma è stato utilizzato per produrre sedazione negli esseri umani. Per questo motivo è stato successivamente concesso in licenza a Evotec, che ora lo sta sviluppando per il trattamento dell'insonnia. A partire dal 2007, EVT-201 ha completato la fase II degli studi clinici per questa indicazione, con risultati positivi riportati. Ad agosto 2015 , lo sviluppo della Fase II è in corso in Cina .